# Donje Prilišće
 Donje Prilišće  falu Horvátországban, Károlyváros megyében. Közigazgatásilag Netretićhez tartozik.

## Fekvése
Károlyvárostól 15 km-re nyugatra, községközpontjától 6 km-re délnyugatra, a Kulpa jobb partján, a szlovén határ mellett fekszik.

## Története
Prilišće vidéke már a középkortól a Zrínyiek és a Frangepánok birtokát képezte. Első írásos említése Zrínyi Miklósnak és Frangepán Istvánnak egy 1544-ben kelt oklevelében történt. Szent Lénárdnak szentelt templomát 1580-ban említik először, ekkor még a novigradi plébániához tartozott. A plébánia anyakönyvében 1650-től szerepelnek prilišćei lakosok. Nagy változást hozott a település életében 1726-ban a Fiumébe vezető Karolina út építése, amely itt haladt keresztül. 1803-ban elkezdődött a Károlyvárosból Zenggbe vezető Lujziana út építése is. 1809-ben ez a vidék is francia megszállás alá került. Jelentős esemény volt életében az 1848-as jobbágyfelszabadítás. A Szent Lénárd templom melletti régi temetőbe 1894-ben temettek utoljára.
1857-ben 365, 1910-ben 320 lakosa volt. A település trianoni békeszerződésig Zágráb vármegye Károlyvárosi járásához tartozott. 1944. május 18-án a települést bombatámadás érte, Donje Prilišćén tizenkét ház égett le egy gyújtóbombától. 2011-ben 79 lakosa volt.

## Nevezetességei
Szent Lénárd tiszteletére szentelt temploma egyhajós épület, háromszög záródású szentéllyel. Harangtornya a homlokzat felett emelkedik, a templomhoz jobb felől kis sekrestye csatlakozik. Első formájában valószínűleg fából épült, de 1688-ban már biztosan falazott volt. A 19. század végére állapota annyira leromlott, hogy jó ideig tető nélkül állt és teljesen meg kellett újítani. Ekkor épült a korábbi előtér helyére a harangtorony a gúla alakú toronysisakkal és a sekrestye. Az átépítéssel elveszítette korábbi külső formáját. Legfőbb ékessége az 1682-ben emelt kora barokk főoltár. Eklektikus mellékoltárai Szent Antal és Szent Miklós tiszteletére vannak szentelve. Franz Schmalz tiroli szobrászművész alkotásai 1911-ből.

## Lakosság
| Lakosság változása | Lakosság változása | Lakosság változása | Lakosság változása | Lakosság változása | Lakosság változása | Lakosság változása | Lakosság változása | Lakosság változása | Lakosság változása | Lakosság változása | Lakosság változása | Lakosság változása | Lakosság változása | Lakosság változása | Lakosság változása |
| ------------------ | ------------------ | ------------------ | ------------------ | ------------------ | ------------------ | ------------------ | ------------------ | ------------------ | ------------------ | ------------------ | ------------------ | ------------------ | ------------------ | ------------------ | ------------------ |
| 1857               | 1869               | 1880               | 1890               | 1900               | 1910               | 1921               | 1931               | 1948               | 1953               | 1961               | 1971               | 1981               | 1991               | 2001               | 2011               |
| 365                | 380                | 365                | 343                | 338                | 320                | 295                | 301                | 278                | 252                | 240                | 203                | 152                | 148                | 97                 | 79                 |

## Híres emberek
Itt született 1858. augusztus 9-én Josip Volović katolikus pap, teológus, egyetemi tanár, a Zágrábi Egyetem rektora.